# Toyota TS050 Hybrid
Toyota TS050 Hybrid – hybrydowy samochód wyścigowy fabrycznego zespołu Toyoty, opracowany przez firmę Toyota Motorsport GmbH), który w latach 2016-2020 startował w wyścigach World Endurance Championship. Samochód zastąpił w nich model Toyota TS040 Hybrid, startujący w latach 2014 i 2015. Jako pierwszy w serii FIA WEC startował Toyota TS030 Hybrid 2012 i 2013. W 2018 roku takim samochodem Sébastien Buemi, Kazuki Nakajima i Fernando Alonso wygrali wyścig 24h Le Mans. Ten sam wynik trzej kierowcy powtórzyli również w 2019 roku.  

## TS050 Hybrid 2016

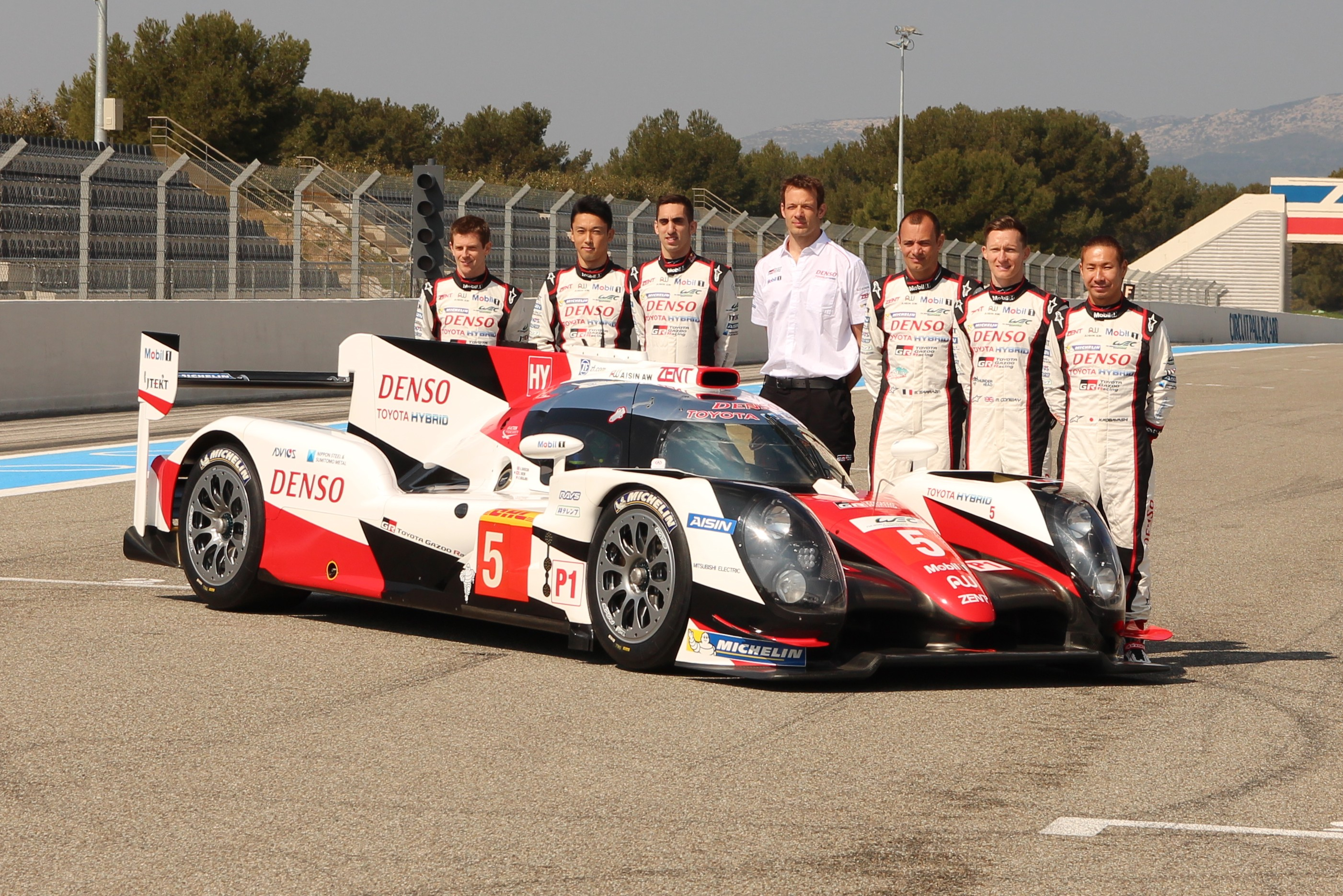
Toyota TS050 Hybrid model 2016 na oficjalnym teście na torze Paul Ricard

TS050 Hybrid 2016 został zaprezentowany na torze Paul Ricard podczas oficjalnych testów w 25 i 26 marca 2016 roku. Toyota konkurowała w klasie LMP1-Hybrid z zespołami Porsche i Audi.
Samochód ma długość 4650 mm, szerokość 1900 mm, wysokość 1050 mm. Otrzymał nowy napędy hybrydowy, zbudowany według nowej koncepcji. Silnik wolnossący został zastąpiony silnikiem V6 2.4 twin-turbo z bezpośrednim wtryskiem paliwa, dopasowanym do nowych regulacji FIA, które ograniczają dopływ paliwa o 7,5%. Współpracują z nim mocniejsze silniki elektryczne o energii 8 MJ. Wszystkie jednostki zostały opracowane w Dziale Rozwoju Silników Sportowych w Centrum Technicznym Higashi-Fuji. Moc silnika spalinowego – 500 KM (368 kW), łączna moc silników elektrycznych – 500 KM (368 kW). Łączna moc układu napędowego – 1000 KM (736 kW).
TS050 Hybrid ma napęd na 4 koła, tak jak poprzednik. Silniki elektryczne zamontowane z przodu i z tyłu odzyskują energię z hamowania (hamowanie rekuperacyjne). Energia trafia do baterii litowo-jonowej, która zastąpiła superkondensator. Od nowa opracowano system chłodzenia i przekładnię, aby dostosować je do większego momentu obrotowego silnika benzynowego. Bolid ma poprawioną aerodynamikę dzięki nowej karoserii i inaczej rozmieszczonym komponentom napędu.
Przed oficjalną prezentacją na torze Paul Ricard samochód odbył 22 tys. km testów.

### Kierowcy
TS050 Hybrid #5: Anthony Davidson, Sébastien Buemi (mistrzowie świata 2014), Kazuki Nakajima.

TS050 Hybrid #6: Stéphane Sarrazin, Mike Conway i nowy członek zespołu, Kamui Kobayashi, który jesienią 2015 roku zastąpił Alexa Wurza.

### Wyścigi

#### 6-godzinny wyścig Silverstone
TS050 Hybrid #5 (Anthony Davidson, Sébastien Buemi, Kazuki Nakajima)

Miejsce: 16, 170 okrążeń, 7 pit stopów, najszybsze okrążenie: 1 min 41,076 s

TS050 HYBRID #6 (Stéphane Sarrazin, Mike Conway, Kamui Kobayashi)

Miejsce: 2, 193 okrążenia, 7 pit stopów, najszybsze okrążenie: 1 min 40,657 s

#### 6-godzinny wyścig Spa-Francorchamps
TS050 HYBRID #5 (Sébastien Buemi, Anthony Davidson, Kazuki Nakajima)

Miejsce: 26, 114 okrążeń, najszybsze okrążenie: 1 min 59,740 s

TS050 HYBRID #6 (Stéphane Sarrazin, Mike Conway, Kamui Kobayashi)

Wyścig przerwany po 3 h 23 min, 87 okrążeń, najszybsze okrążenie: 2 min 00,177 s

#### 24-godzinny wyścig w Le Mans
TS050 HYBRID #5 (Sébastien Buemi, Anthony Davidson, Kazuki Nakajima)

wyścig nie ukończony
TS050 HYBRID #6 (Stéphane Sarrazin, Mike Conway, Kamui Kobayashi)

Miejsce: 2
W 84. wyścigu Le Mans 24 Hours, rozgrywanym 18-19 czerwca 2016 r., wystartowały oba bolidy TS050 Hybrid z numerami 5 i 6. Przez 24 godziny obie Toyoty jechały w pierwszej trójce wraz z Porsche o numerze 2, nawiązując z nim wyrównaną walkę. Na przedostatnim okrążeniu prowadząca w wyścigu Toyota z numerem 5 utraciła moc i zatrzymała się. Samochód udało się uruchomić, jednak dojechał do mety zbyt wolno, by został sklasyfikowany. Toyota TS050 Hybrid numer 6 ukończyła wyścig na drugim miejscu. Przyczyną usterki samochodu numer 5 był defekt połączenia między turbosprężarką a intercoolerem.

#### 6-godzinny wyścig na Nürburgring
TS050 Hybrid #5 (Anthony Davidson, Sébastien Buemi, Kazuki Nakajima)

Miejsce: 5, 193 okrążenia, 6 pit stopów, najszybsze okrążenie: 1 min 41,277 s

TS050 HYBRID #6 (Stéphane Sarrazin, Mike Conway, Kamui Kobayashi)

Miejsce: 6, 190 okrążeń, 7 pit stopów, najszybsze okrążenie: 1 min 41,472 s

#### 6-godzinny wyścig Meksyku
TS050 Hybrid #5 (Anthony Davidson, Sébastien Buemi, Kazuki Nakajima)

Wyścig nieukończony, 62 okrążenia, 2 pit stopy, najszybsze okrążenie: 1 min 26,767 s

TS050 HYBRID #6 (Stéphane Sarrazin, Mike Conway, Kamui Kobayashi)

Miejsce: 3, 230 okrążeń, 7 pit stopów, najszybsze okrążenie: 1 min 26,083 s

#### 6-godzinny wyścig na CIRCUIT OF THE AMERICAS
TS050 Hybrid #5 (Anthony Davidson, Sébastien Buemi, Kazuki Nakajima)

Miejsce: 5, 184 okrążenia, 8 pit stopów, najszybsze okrążenie: 1 min 48,482 s

TS050 HYBRID #6 (Stéphane Sarrazin, Mike Conway, Kamui Kobayashi)

Miejsce: 3, 186 okrążeń, 7 pit stopów, najszybsze okrążenie: 1 min 48,544 s

#### 6-godzinny wyścig na torze Fuji
TS050 Hybrid #5 (Anthony Davidson, Sébastien Buemi, Kazuki Nakajima)

Miejsce: 4, 244 okrążenia, 6 pit stopów, najszybsze okrążenie: 1 min 25,377 s

TS050 HYBRID #6 (Stéphane Sarrazin, Mike Conway, Kamui Kobayashi)

Miejsce: 1, 244 okrążeń, 6 pit stopów, najszybsze okrążenie: 1 min 25,320 s

#### 6-godzinny wyścig w Szanghaju
TS050 Hybrid #5 (Anthony Davidson, Sébastien Buemi, Kazuki Nakajima)

Miejsce: 3, 195 okrążeń, 6 pit stopów, najszybsze okrążenie: 1 min 46,791 s

TS050 HYBRID #6 (Stéphane Sarrazin, Mike Conway, Kamui Kobayashi)

Miejsce: 2, 195 okrążeń, 7 pit stopów, najszybsze okrążenie: 1 min 46,822 s

#### 6-godzinny wyścig w Bahrajnie
TS050 Hybrid #5 (Anthony Davidson, Sébastien Buemi, Kazuki Nakajima)

Miejsce: 4, 200 okrążeń, 6 pit stopów, najszybsze okrążenie: 1 min 42,867 s

TS050 HYBRID #6 (Stéphane Sarrazin, Mike Conway, Kamui Kobayashi)

Miejsce: 5, 200 okrążeń, 6 pit stopów, najszybsze okrążenie: 1 min 43,096 s

## TS050 Hybrid 2017
Prototyp na 2017 rok zadebiutował podczas Prologu serii FIA WEC na torze Monza. Został poddany szeroko zakrojonym modyfikacjom opracowanym w Toyota Motorsport GmbH w Niemczech i w Higashi-Fuji w Japonii. Silnik 2.4 l V6 Turbo ma poprawioną wydajność cieplną i zwiększony stopień sprężania. Zmiany objęły komory spalania, blok silnika i głowice cylindrów. Silniki elektryczne są mniejsze i lżejsze, usprawniony został akumulator litowo-jonowy. Poprawiono podwozie. Zgodnie z regulacjami FIA na sezon 2017 Mistrzostw Świata Wyścigów Długodystansowych (WEC) obniżono efektywność aerodynamiczną auta - podniesiono przedni spojler o 15 mm oraz zwężono tylny dyfuzor. Toyota zmodyfikowała aerodynamikę samochodu, korzystając z tuneli aerodynamicznych i obliczeniowej mechaniki płynów. Według nowych regulacji FIA zespoły mogą korzystać z 2 konfiguracji aerodynamicznych, zamiast 3 tak jak w 2016 roku.
Współpracująca z Toyota Gazoo Racing firma Michelin opracowała nowe mieszanki i konstrukcje opon, aby ograniczyć ścieranie się opon. W 6-godzinnych wyścigach trzeba się ograniczyć do 4 zestawów opon plus 2 zapasowych. Toyota zmieniła geometrię zawieszenia, aby dodatkowo zmniejszyć zużycie opon. Przed rozpoczęciem sezonu TS050 Hybrid 2017 przejechał 30 tys. km w 5 testach na torach Paul Ricard, Motorland Aragon i Portimao. Próby objęły 30-godzinny test długodystansowy.

### Kierowcy
TS050 Hybrid #7: Mike Conway, Kamui Kobayashi i José María López

TS050 Hybrid #8: Anthony Davidson, Sébastien Buemi i Kazuki Nakajima

TS050 Hybrid #9: Stéphane Sarrazin, Yūji Kunimoto i Nicolas Lapierre (samochód startuje w 6-godzinnym wyścigu na torze Spa-Francorchamps i w 24-godzinnym wyścigu w Le Mans.

Skład przewidziany na początku sezonu. W trakcie sezonu następowały zmiany.

### Wyścigi

#### 6-godzinny wyścig Silverstone
TS050 HYBRID #8 (Sébastien Buemi, Anthony Davidson, Kazuki Nakajima)

Miejsce: 1, 197 okrążeń, 6 pit stopów, najszybsze okrążenie: 1 min 39,804 s

TS050 HYBRID #7 (Mike Conway, Kamui Kobayashi, José María López)

Miejsce: 23, 159 okrążeń, 6 pit stopów, najszybsze okrążenie: 1 min 39,656 s

Toyota TS050 Hybrid #7 zdobyła pole position. Obie Toyoty rozpoczęły wyścig na prowadzeniu. Buemi, Davidson i Nakajima wygrali wyścig po zaciętej walce z Porsche #2. W 4. godzinie wyścigu #7 José María Lopez uderzył w barierę. Po wypadku kierowca został odwieziony do szpitala, jednak nie stwierdzono żadnych urazów. Samochód uległ uszkodzeniu z przodu i z tyłu. Po 66 minutach TS050 #7 wrócił na tor z Mikiem Conwayem za kierownicą, który dojechał na metę na 23. pozycji.

#### 6-godzinny wyścig Spa-Francorchamps
TS050 HYBRID #8 (Sébastien Buemi, Anthony Davidson, Kazuki Nakajima)

1 miejsce, 173 okrążenia, 7 pit stopów, najszybsze okrążenie: 1 min 57,722 s

TS050 HYBRID #7 (Mike Conway, Kamui Kobayashi)

2 miejsce, 173 okrążenia, 7 pit stopów, najszybsze okrążenie: 1 min 58,039 s

TS050 HYBRID #9 (Stéphane Sarrazin, Yuji Kunimoto, Nicolas Lapierre)

5 miejsce, 171 okrążeń, 7 pit stopów, najszybsze okrążenie: 1 min 58,020 s

Toyota TS050 Hybrid #8 zajęła 1. miejsce. Samochód prowadzili Sébastien Buemi, Anthony Davidson i Kazuki Nakajima.
Toyota TS050 Hybrid #7 prowadzona wyjątkowo przez 2 kierowców – Mike’a Conwaya i Kamui Kobayashiego, zajęła 2. miejsce, tracąc 1,992 s do liderów. W połowie wyścigu Kobayashi był na prowadzeniu, ale stracił przewagę, kiedy na tor dwukrotnie wyjechał samochód bezpieczeństwa. Za każdym razem TS050 Hybrid #7 był po pit stopie, tracąc przez to więcej czasu niż konkurenci, którzy zjechali z toru w czasie gdy obowiązywał limit prędkości 80 km/h. Z tego powodu samochód stracił około minuty i pozycję lidera.
Toyota TS050 Hybrid #7 zajęła 5. miejsce. Stéphane Sarrazin, Yuji Kunimoto i Nicolas Lapierre po raz pierwszy wystartowali razem. Samochód jechał z pakietem aerodynamicznym o małym docisku w ramach przygotowań TOYOTA GAZOO Racing do wyścigu w Le Mans.
Było to pierwsze podwójne zwycięstwo Toyoty w FIA WEC od wyścigu w Szanghaju w 2014 roku oraz 13. zwycięstwo od debiutu marki w serii w 2012 roku.

#### 24-godzinny wyścig w Le Mans
TS050 HYBRID #8 (Sébastien Buemi, Anthony Davidson, Kazuki Nakajima)

9 miejsce, 358 okrążenia, 27 pit stopów, najszybsze okrążenie: 3 min 18,604 s

TS050 HYBRID #7 (Mike Conway, Kamui Kobayashi, Stéphane Sarrazin)

nie ukończył, 154 okrążenia, 12 pit stopów, najszybsze okrążenie: 3 min 18,694 s

TS050 HYBRID #9 (Nicolas Lapierre, Yuji Kunimoto, José María López)

nie ukończył, 160 okrążeń, 13 pit stopów, najszybsze okrążenie: 3 min 19,321 s

TS050 Hybrid #7 wygrał pole position. Samochód prowadził w wyścigu przez pierwsze 10 godzin, ale musiał wycofać się z powodu problemu ze sprzęgłem. Bolid #8 jechał w czołówce przez 8 godzin, po czym przerwał wyścig na 2 godziny z powodu problemów z silnikiem. Potem wrócił na tor i zajął 9. miejsce oraz ustanowił najszybsze okrążenie wyścigu. Samochód #9 po 10 godzinach uległ wypadkowi - został uderzony od tyłu przez samochód klasy LMP2.
W czwartek podczas kwalifikacji Kamui Kobayashi uzyskał najszybszy czas okrążenia na torze Circuit de la Sarthe, bijąc rekord średniej prędkości ustanowiony 32 lata wcześniej

## TS050 Hybrid 2018
Bolid TS050 Hybrid przygotowany przez zespół Toyota Gazoo Racing na sezon 2018/2019 tylko w niewielkim stopniu różni się od samochodu z ubiegłego roku. Inżynierowie skupili się na zwiększeniu niezawodności napędu, przetestowaniu układu chłodzenia i udoskonaleniu nadwozia.

### Kierowcy
TS050 #7: Mike Conway, Kamui Kobayashi i José María López
TS050 #8: Sébastien Buemi, Kazuki Nakajima i Fernando Alonso

### Wyścigi

#### 6-godzinny wyścig Spa-Francorchamps
TS050 HYBRID #8 (Sébastien Buemi, Fernando Alonso, Kazuki Nakajima)
1. miejsce, 163 okrążenia, 9 pit stopów, najszybsze okrążenie: 1 min 57,805 s
TS050 HYBRID #7 (Mike Conway, Kamui Kobayashi, José María López)
2. miejsce, 163 okrążenia, 8 pit stopów, najszybsze okrążenie: 1 min 57,442 s

#### 24-godzinny wyścig w Le Mans
TS050 HYBRID #8 (Sébastien Buemi, Fernando Alonso, Kazuki Nakajima)
1. miejsce, 388 okrążeń
TS050 HYBRID #7 (Mike Conway, Kamui Kobayashi, José María López)
2. miejsce, 386 okrążeń